# Schramberg-Becken

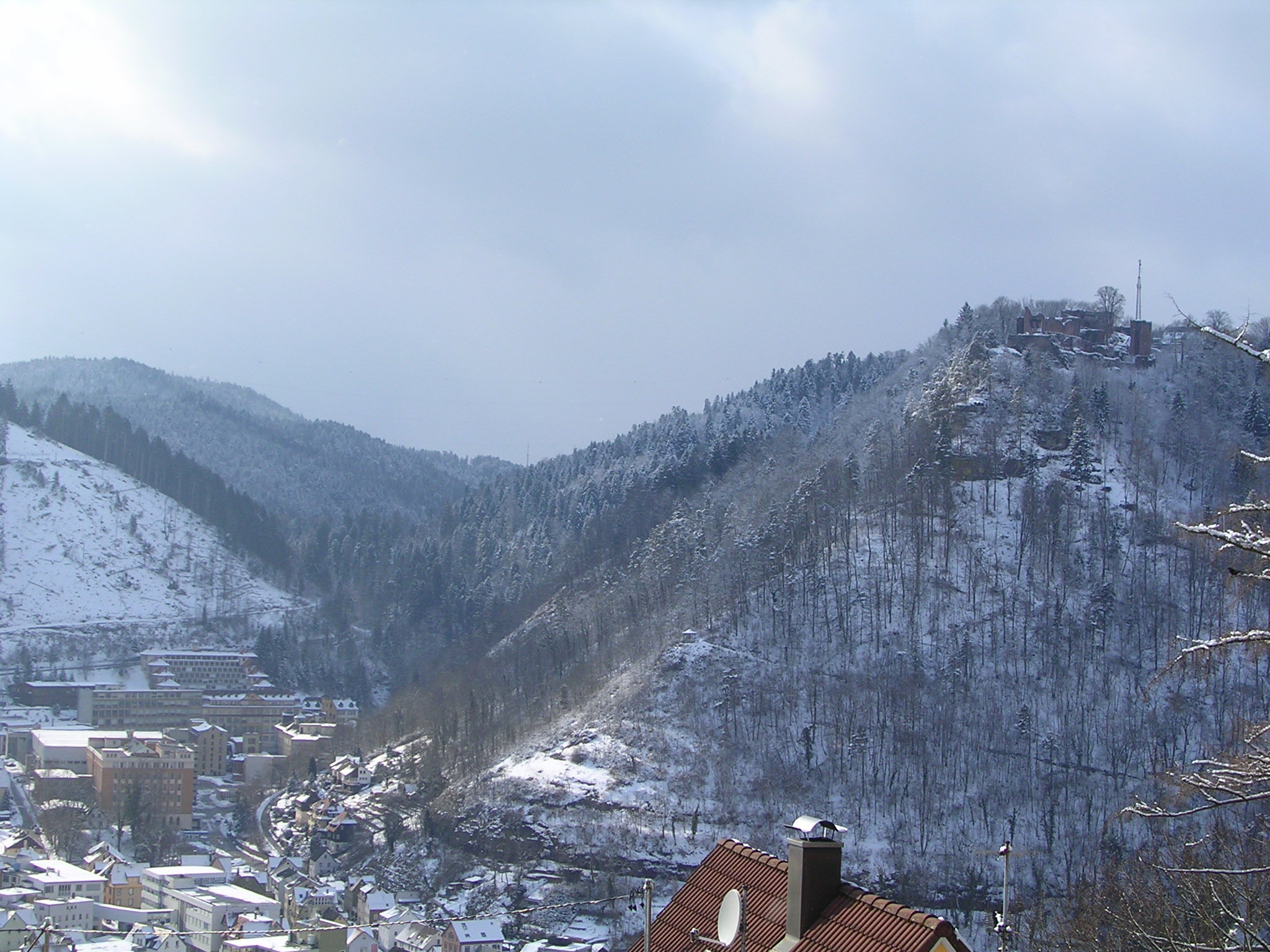
Schramberg mit der Burgruine Hohenschramberg

Das Schramberg-Becken (in der älteren Literatur auch Schramberger Becken genannt) ist die geologische Bezeichnung für ein sich etwa Nordost-Südwest erstreckendes, ca. 160 km langes und ca. 50 km breites, intramontanes Molassebecken (oder Innenmolasse), das am Ende der Variskischen Gebirgsbildung im mittleren Baden-Württemberg und westlichen Bayern entstanden ist. Die maximale Mächtigkeit der permokarbonischen Sedimente und Vulkanite erreicht in Aufschlüssen bis 500 m, in Bohrungen sind bis 600 m Mächtigkeit belegt. Das Becken und seine Sedimente sind heute zum größten Teil von jüngeren Ablagerungen bedeckt. Es ist das zweitgrößte Permokarbon-Becken in Baden-Württemberg.

## Lage
Das Schramberg-Becken liegt nordöstlich des Zentralschwarzwalds fast komplett auf dem Gebiet von Baden-Württemberg. Lediglich geringmächtige Ausläufer unter jüngerer Bedeckung erreichen im Osten das westliche Bayern. Im Norden wird es durch die Nordschwarzwald-Schwelle vom Kraichgau-Becken getrennt, im Süden durch die Südschwarzwald-Schwelle vom Nordschweizer Becken. Im Südwesten endet das Schramberg-Becken abrupt an der Schramberger Hauptverwerfung gegen die Hornberg-Schwelle, im Osten an der Main-Tauber-Schwelle. Die einzigen Aufschlüsse finden sich im Schramberger Stadtgebiet.

## Entstehung und Sedimentationsgeschichte
Die ältesten Sedimente des Beckens sind dunkelgraue Schlufftonsteine (Tierstein-Formation), die nur an zwei Stellen bei Schramberg zu Tage treten. Sie sind jedoch durch Bohrungen bis Bad Urach sicher nachgewiesen. Im Beckenzentrum haben sie eine Mächtigkeit bis zu 300 m. Sporenuntersuchungen haben ein Alter von Unter- bis Mittel-Stefanium ergeben, d. h., dass die Beckenbildung hier sicher bereits im Oberkarbon begonnen hat. Die Tierstein-Formation wird zumindest im Beckenzentrum (dort erbohrt) durch die Vulkanite der Geisberg-Formation überlagert. Diese Formation besteht aus Tuffen, Tuffiten und Quarzporphyren (Schlote und Ignimbrite). Absolute Altersdatierungen streuen sehr stark zwischen 286 und 296 Millionen Jahre. Dies entspricht einem Unterperm-Alter. Darüber folgen die Arkosen, Brekzien und Konglomerate der Schramberg-Formation. Im einzigen Aufschluss im Stadtgebiet von Schramberg steht die Schramberg-Formation in einer Mächtigkeit von 340 m an bzw. ist durch Bohrungen belegt. Aufgrund ihrer Lage über der Geisberg-Formation kann sie sicher ins Perm datiert werden. Mit der Ablagerung der Sedimente der Schramberg-Formation ist die Entwicklung des Schramberg-Becken als eigenständiges Sedimentationsbecken abgeschlossen. Darüber lagert diskordant die Kirnbach-Formation des Zechstein, gefolgt von der fluviatilen Tigersandstein-Formation, die sich z. T. auch mit der Kirnbach-Formation verzahnt und diese vertritt. Die lithostratigraphische Abfolge des Schramberg-Beckens in der Übersicht:
- Zechstein
  - Tigersandstein-Formation
  - Kirnbach-Formation
    - Sommerberg-Subformation
- Rotliegend
  - Schramberg-Formation
  - Geisberg-Formation
    - Weißmoos-Subformation

  - Tierstein-Formation
    - Neuwiesen-Subformation

## Belege